# クンストハル美術館
クンストハル美術館（クンストハルびじゅつかん、Kunsthal）とは、オランダのロッテルダムにある美術館。ロッテルダムの中心地にあるミュージアム公園内に1992年10月16日に建設された。企画専用の美術館であるため、収蔵美術品は0。年間に25回企画展が開催されており、古典アートから実験的な現代アート、写真やデザインなど様々な展覧会を開催している。

## 盗難事件
2012年10月16日午前3時ごろに報装置が作動し、約5分後に警察が到着したが、犯人はすでに逃亡していた。非常口から侵入してきた犯人たちは、絵画を切り取り、悠々と姿を消した。わずか90秒足らずの犯行であった。盗まれた美術品は、ピカソやゴーギャン、モネなど絵画7点、被害額は最大2億ユーロ（約200億円）にのぼると予想された。盗まれた絵画は全て、オランダの大富豪・ビラム・コルジアが設立したトリトン財団の所有で、クンストハル美術館の開設20周年を記念して、同財団が持つ150点余りのコレクションを展示していた。
2013年1月、ルーマニアで同国人の容疑者3人を逮捕。捜査当局によると、盗まれた作品は主犯格とされる男の母親が、証拠隠滅のために自宅のかまどですべて燃やしたと話しているという。「今年1月に息子が逮捕された直後、恐ろしくなり作品を田舎の廃家や墓地などに埋めたが、2月にこれを再び掘り出し、燃やした」「作品の入ったスーツケースを自宅のかまどに入れた。薪と室内履き、ゴム靴もかまどに入れ、完全に燃え尽きるのを待った」と供述しているという。灰の鑑定結果は数ヶ月後にわかる模様。被害総額は1億ユーロ（約130億円）とされる。
盗まれた作品7点
- パブロ・ピカソ「アルルカンの頭部」
- アンリ・マチス「La Liseuse en Blanc et Jaune」
- クロード・モネ「ウォータールー橋、ロンドン」「チャリングクロス橋、ロンドン」
- ポール・ゴーギャン「Femme Devant une Fenetre Ouverte, dite La Fiancee」
- メイエル・デ・ハーン「自画像」
- ルシアン・フロイド「Woman with Eyes Closed」

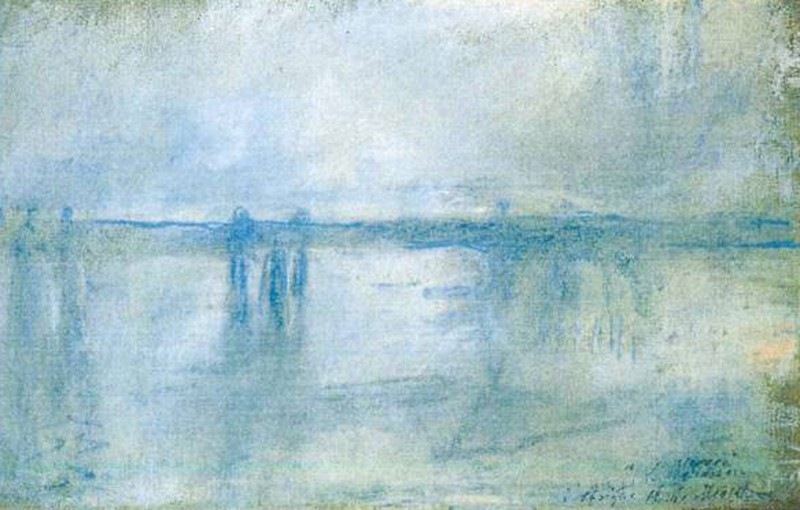
クロード・モネ 「チャリングクロス橋、ロンドン」 (1901)
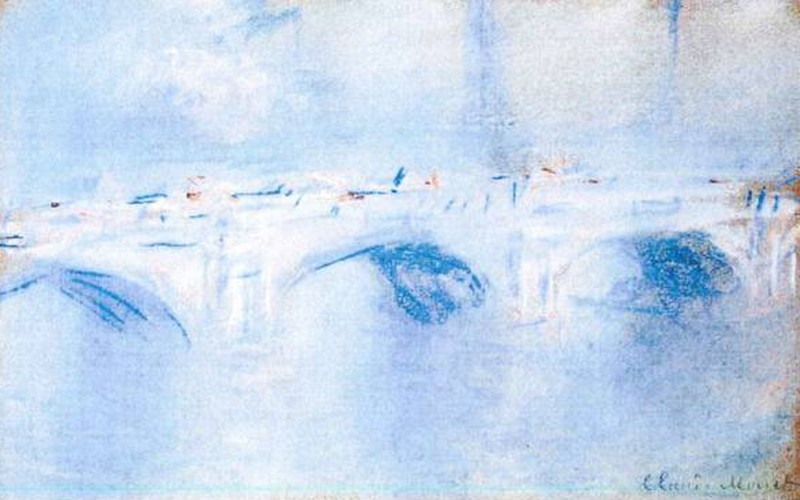
クロード・モネ 「ウォータールー橋、ロンドン」 (1901)
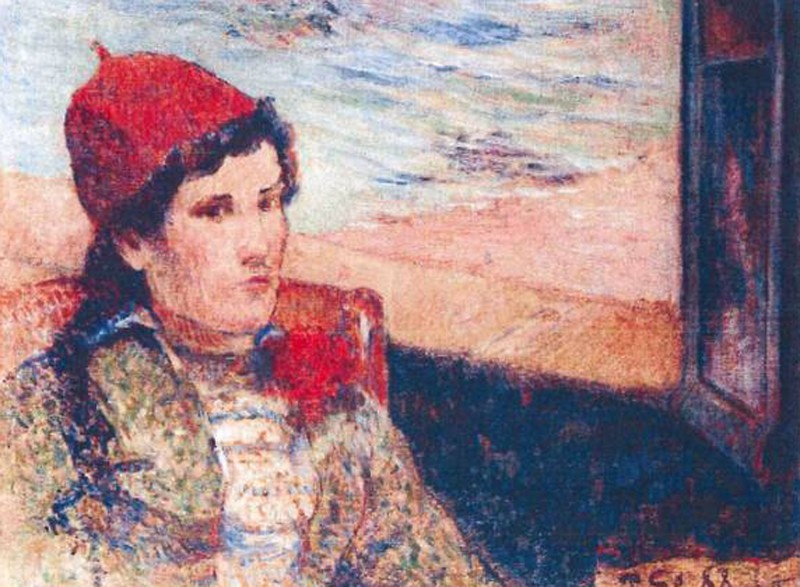
ポール・ゴーギャン 「Femme Devant une Fenetre Ouverte, dite La Fiancee」(1888).
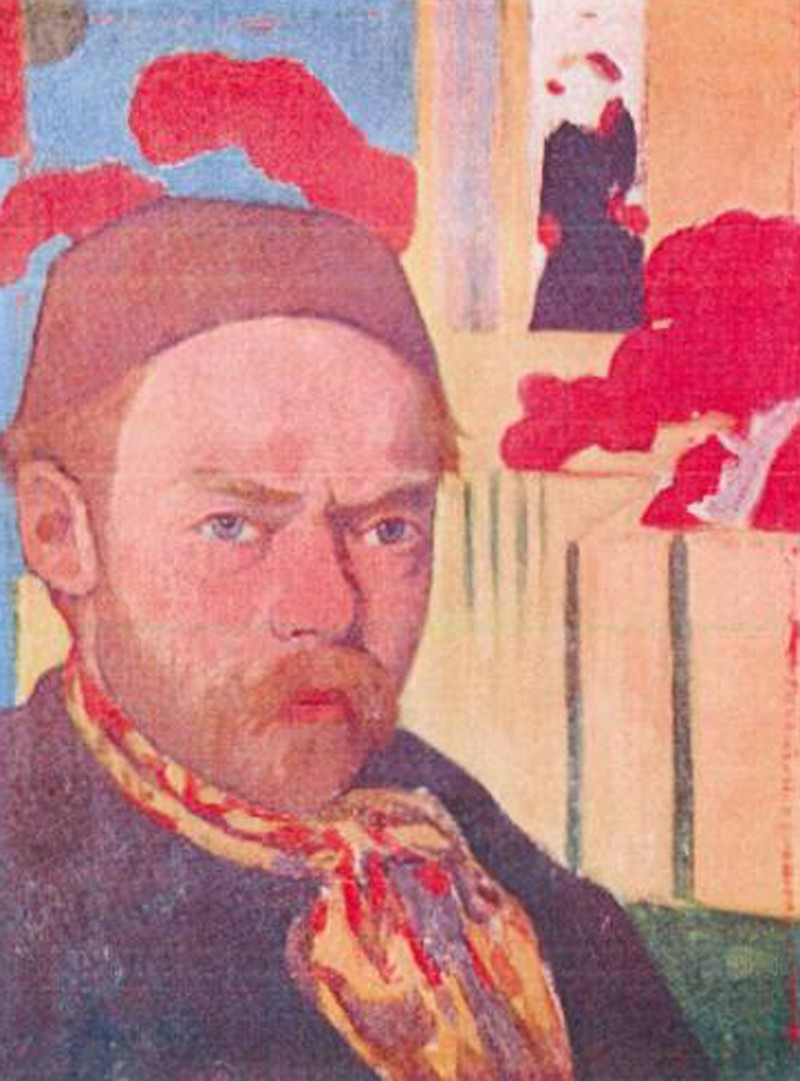
メイエル・デ・ハーン 「自画像」